# Agrotis melamesa
Agrotis melamesa är en fjärilsart som beskrevs av George Francis Hampson 1913. Agrotis melamesa ingår i släktet Agrotis och familjen nattflyn. Inga underarter finns listade i Catalogue of Life.